# Интегрално движение
Интегралното движение (също под наименованието интегрална парадигма, интегрална философия, интегрално световиждане, интегрална теория или интегрален подход) е тенденция, която търси всестранно разбиране на човешкото същество и вселената чрез обединяване, с помощта на научни и духовни прозрения.
Интегрално може да се каже и използва в два смисъла, като обширно, общо, а също и в тесен, ограничен смисъл. С по-широко приложение Интегрално се използва като цяло, завършено и холистично, като например тяло-ум-дух и Изток-Запад. В ограничения смисъл се отнася до Интегралната Йога, философия, и психологията на Шри Ауробиндо, както и Интегралната Психология (термин създаден от Индра Сен) и Психотерапия, която възниква от Интегралната философия.
Макар основните идеи да произлизат от началото на 20 век, движението произлиза с Калифорнийския Институт по Интегрално Обучение основан през 1968 г. от Харидас Чодри, последовател на Шри Ауробиндо, който първи формулира идеята. Думата Интегрален също, напоследък се асоциира с работата на американския психолог Кен Уилбър, самия той повлиян чрез други от Шри Ауробиндо, и движението се центрира около него (например Интегралния Институт, Интегралния Университет и т.н.)
|  | Тази страница частично или изцяло представлява превод на страницата Integral movement в Уикипедия на английски. Оригиналният текст, както и този превод, са защитени от Лиценза „Криейтив Комънс – Признание – Споделяне на споделеното“, а за съдържание, създадено преди юни 2009 година – от Лиценза за свободна документация на ГНУ. Прегледайте историята на редакциите на оригиналната страница, както и на преводната страница, за да видите списъка на съавторите. ВАЖНО: Този шаблон се отнася единствено до авторските права върху съдържанието на статията. Добавянето му не отменя изискването да се посочват конкретни източници на твърденията, които да бъдат благонадеждни. |